# التهاب الأوعية الدموية الجهازي

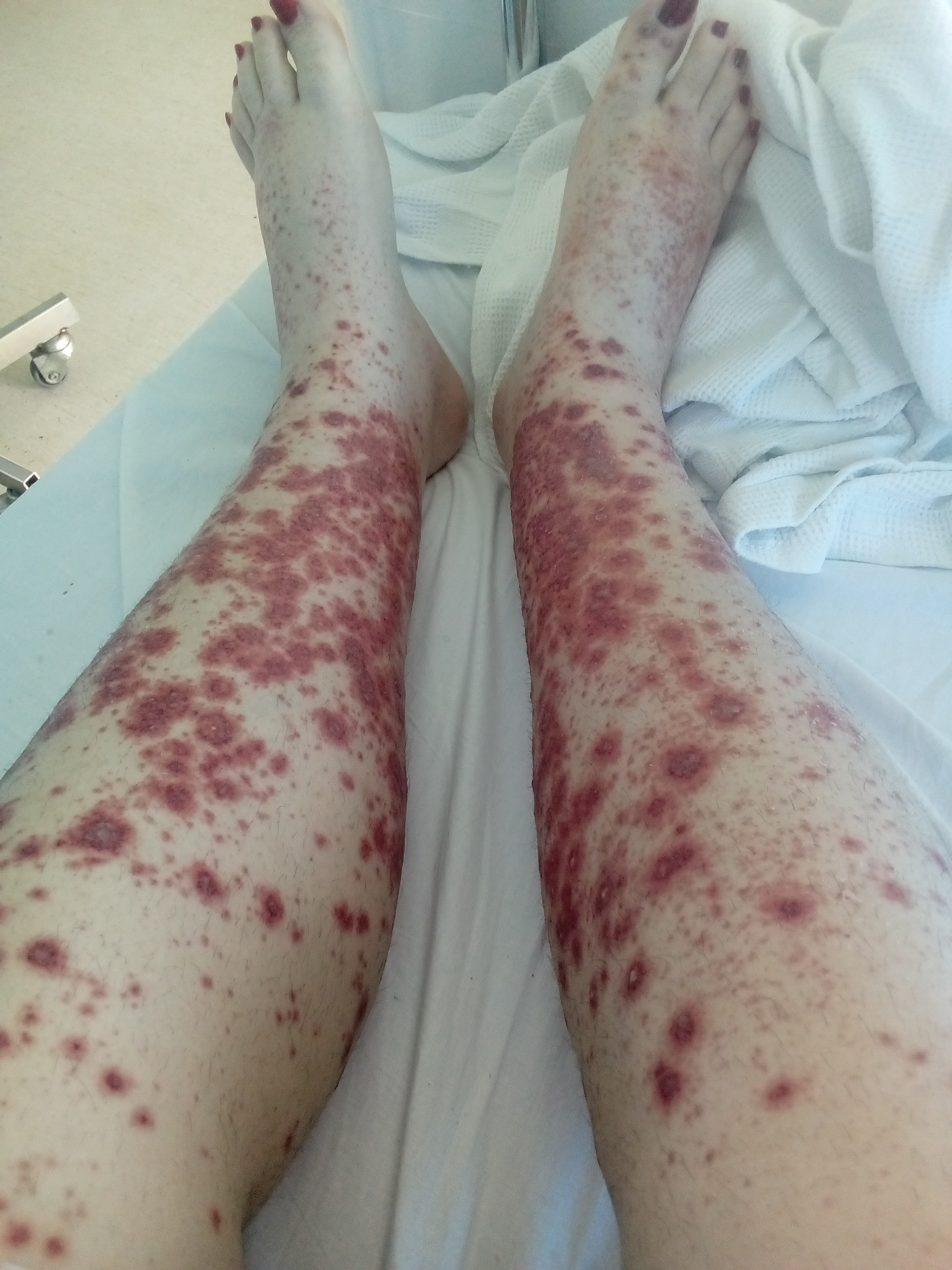
مريض مصاب بالتهاب الأوعية الناخر.

التهاب الأوعية الناخر، ويُعرف أيضًا باسم التهاب الأوعية الدموية الجهازي الناخر، نوع من التهاب الأوعية الدموية، يشمل التهاب الشرايين ذو الخلايا العملاقة والتهاب الأوعية المجهري والورم الحبيبي المترافق مع التهاب الأوعية.
يستخدم التصنيف الإحصائي الدولي للأمراض والاضطرابات الصحية مصطلح التهاب الأوعية الدموي الناخر لوصف (التهاب وعائي عقدي يشمل عدة شرايين مع الحالات المرضية المرتبطة به). 

## العلامات والأعراض
يعاني مرضى التهاب الأوعية الدموية الجهازي من أعراض جهازية مع خلل وظيفي في عضو واحد أو في أعضاء متحددة. تشمل الأعراض الشائعة: تعب وضعف عام وحمى وآلام مفصلية وآلام في البطن وارتفاع ضغط الدم وأمراض الكلى المزمنة وخلل عصبي. قد تشير الأعراض التالية إلى الإصابة بالتهاب الأوعية الدموية:
- التهاب أعصاب أحادي أو متعدد، يُعرف أيضًا باسم اعتلال الأعصاب غير المتناظر، ويشير هذا المصطلح إلى التهاب الأوعية الدموية عند غير المصابين بالسكري.
- فرفرية مجسوسة، إذا كان المرضى يعانون من هذا العرض بشكل معزول، فمن المرجح أن يكون ذلك بسبب التهاب أوعية دموية جلدي، أما إذا كانت الفرفرية مترافقة بإصابة أعضاء جهازية، فمن المرجح أن تكون فرفرية هينوخ شونلاين أو التهاب أوعية مجهري.
- المتلازمة الرئوية الكلوية. تشمل أهم أعراضها سعال مصحوب بنفث دموي، مع أورام حبيبية في الكلى مع التهاب أوعية أو التهاب الأوعية المجهري أو متلازمة غودباستشر.

## التشخيص
يشمل تشخيص التهاب الأوعية الدموية الجهازي عدة خطوات تبدأ بأخذ القصة المرضية المفصلة ومعرفة أي أدوية حديثة يتناولها المريض، ووجود أي أمراض كبدية سابقة أو أمراض في النسيج الضام مثل الذئبة الحمامية الجهازية، بالإضافة لذلك لا بد من إجراء فحص سريري شامل مثل بقية الأمراض.
- يجب إجراء تقييم مخبري شامل، يشمل الفحوص المخبرية الأساسية مثل تعداد الدم الكامل والكرياتينين واختبارات وظائف الكبد وسرعة التثفل وتحاليل التهاب الكبد وتحليل بول بالإضافة لصورة شعاعية للصدر وتخطيط قلب، وتشمل الاختبارات النوعية:
- يمكن أن يكشف اختبار الأجسام المضادة للنواة (ANA) عن أمراض النسيج الضام الأساسية، وأهمها مرض الذئبة الحمامية.
- من المفيد أيضًا إجراء التخطيط الكهربائي للعضلات في حالة الاشتباه بوجود التهاب في الأوعية الدموية الجهازية أو وجود أعراض عصبية عضلية.
- يفيد التصوير الظليل للشرايين في تشخيص التهاب الأوعية الدموية التي تؤثر على الأوعية الدموية الكبيرة والمتوسطة ولكنها لا تساعد في تشخيص التهاب الأوعية الدموية الصغيرة. قد تُظهر صور الأوعية الدموية المساريقية أو الشرايين الكلوية في التهاب الشرايين العقدية توسع الأوعية الدموية وانسدادها وتشوهات في جدار الأوعية الدموية. لا يعتبر تصوير الشرايين تشخيصيًا في حد ذاته في حالة وجود مناطق أخرى مصابة يمكن الوصول إليها لأخذ الخزعة، ولكن في بعض الحالات مثل التهاب الشرايين لتاكاياسو قد يكون الشريان الأبهر مصابًا، ومن غير المتوقع أن تكون الخزعة ناجحة ويمكن أن يشخص المرض عبر تصوير الأوعية الظليل.
- تعتبر الخزعة النسيجية هي المعيار الذهبي لتشخيص التهاب الأوعية الدموية، خصوصًا عند أخذ الخزعة من المنطقة الأكثر إصابة.

## العلاج
يجب أن يستهدف العلاج السبب الأساسي لالتهاب الأوعية، ومع ذلك يمكن علاج معظم حالات التهاب الأوعية الدموية بالستيروئيدات (ومن أهمها ميثيل بريدنيزولون) لأن السبب الكامن وراء الالتهاب الوعائي ناتج عن أذية مناعية بسبب فرط المناعة. يمكن أيضًا إعطاء مثبطات المناعة مثل السيكلوفوسفاميد والآزاثيوبرين.